# Episodi di Bayside School (prima stagione)
La prima serie di Bayside School è andata in onda negli USA dal 19 agosto al 16 dicembre 1989 sulla NBC. In Italia la serie è stata trasmessa a partire dal 4 ottobre 1993 sul canale privato Italia 1. Mentre la messa in onda originale americana è stata soggetta a stravolgimenti totalmente arbitrari da parte della NBC (ragion per cui le quattro stagioni ufficiali non rispecchiano l'ordine cronologico della serie stessa), per le repliche e per i passaggi televisivi internazionali, le varie emittenti hanno ripristinato l'ordine corretto originale. Dal momento che in Italia, le quattro stagioni sono state trasmesse senza soluzione di continuità, l'ordine cronologico delle puntate non rispecchia quello della messa in onda originale.
La messa in onda italiana dell'episodio Persuasione occulta, originariamente prevista per il 20 ottobre 1993, venne fatta slittare di due settimane per lasciare spazio alla partita Maccabi-Parma della Coppa delle Coppe.
| nº | Titolo originale        | Titolo italiano               | Prima TV USA      | Prima TV Italia |
| -- | ----------------------- | ----------------------------- | ----------------- | --------------- |
| 1  | Dancing to the Max      | La sfida di ballo             | 19 agosto 1989    | 12 ottobre 1993 |
| 2  | The Lisa Card           | La carta di credito           | 26 agosto 1989    | 8 ottobre 1993  |
| 3  | The Gift                | Un colpo di fulmine           | 2 settembre 1989  | 7 ottobre 1993  |
| 4  | Fatal Distraction       | Invito al ballo               | 9 settembre 1989  | 5 ottobre 1993  |
| 5  | Screech's Woman         | Una ragazza per Screech       | 16 settembre 1989 | 6 ottobre 1993  |
| 6  | Aloha Slater            | Una strana malattia           | 23 settembre 1989 | 11 ottobre 1993 |
| 7  | The Substitute          | Il fascino del supplente      | 30 settembre 1989 | 13 ottobre 1993 |
| 8  | Cream for a Day         | La pomata prodigiosa          | 7 ottobre 1989    | 14 ottobre 1993 |
| 9  | Pinned to the Mat       | Il campione di wrestling      | 14 ottobre 1989   | 18 ottobre 1993 |
| 10 | Beauty and the Screech  | Scienze e...simpatia          | 21 ottobre 1989   | 19 ottobre 1993 |
| 11 | The Friendship Business | Il braccialetto dell'amicizia | 4 novembre 1989   | 21 ottobre 1993 |
| 12 | The Mamas and the Papas | Matrimoni per finta           | 11 novembre 1989  | 15 ottobre 1993 |
| 13 | The Election            | Elezioni a sorpresa           | 18 novembre 1989  | 9 ottobre 1993  |
| 14 | The Zack Tapes          | Persuasione occulta           | 2 dicembre 1989   | 6 novembre 1993 |
| 15 | King of the Hill        | Il primo giorno di scuola     | 12 dicembre 1989  | 4 ottobre 1993  |
| 16 | Save That Tiger         | Salvate quella tigre          | 16 dicembre 1989  | 25 ottobre 1993 |

## La sfida di ballo
- Titolo originale: Dancing to the Max
- Diretto da: Don Barnhart
- Scritto da: Peter Engel & Tom Tenowich

### Trama
Una rete televisiva ha scelto la scuola di Bayside come base per una gara di ballo. Zack e Slater si contendono la possibilità di parteciparvi con Kelly, accompagnerà la ragazza colui che dei due è il miglior ballerino. Zack ha sempre mentito sulle sue doti da danzatore quindi chiede aiuto a Jessie, che risulta un'ottima ballerina ma che non vuole partecipare alla gara perché è troppo alta per gli altri ragazzi e quindi ha paura di essere presa in giro. Screech cerca di invitare in tutti i modi Lisa ma la ragazza rifiuta scegliendo un altro pretendente. Qualche giorno prima della gara Lisa si presenta a scuola con la caviglia fasciata a causa di una distorsione e il ragazzo che doveva accompagnarla alla gara le dice che cercà un'altra partner. Kelly chiede a Zack di dimostrare le sue doti da ballerino per poter finalmente scegliere tra lui e Slater ma il ragazzo rifiuta dicendogli che ha deciso di accompagnare Jessie. Al terminane della puntata i tre finalisti della gara di ballo sono Zack e Jessie, Kelly e Slater, Lisa e Screech. Vincerà la gara quest'ultima coppia, avendo inventato un nuovo ballo dal nome "La Distorsione" e con l'aiuto delle altre due coppie che facevano il tifo per loro.

## La carta di credito
- Titolo originale: The Lisa Card
- Diretto da: Don Barnhart
- Scritto da: Tom Tenowich

### Trama
Arrivano le schede dei voti scolastici e siccome Lisa ha ottenuto dei voti altissimi il padre gli lascia la carta di credito in modo che lei si comperi qualcosa di carino ai grandi magazzini. Purtroppo la ragazza non riesce a controllarsi e spende 386 Dollari per una borsa, un top, una giacca, gli short e un profumo e non sa come dirlo al padre. Zack interviene dicendole che le basta riguadagnare i soldi per poterli restituire. A scuola decide di mettere su un banchetto di baci, in modo che i ragazzi paghino un ticket per poter baciare Lisa sulla guancia e, siccome non riesce a guadagnare abbastanza, decide di fare una svendita degli abiti di Lisa a scuola ma il preside lo scopre e dona tutti gli abiti ad una raccolta per i poveri. Allora Lisa è costretta a fare la cameriere, ma non basta ancora, quindi decide che la cosa migliore è confessare tutto al padre. Lui reagisce in modo diverso da quello che lei si aspettava e le dice semplicemente che così potrà imparare la lezione, Lisa si sente in colpa e gli chiede di punirla ma il padre decide che un buon compromesso è farla lavorare fin che non avrà saldato il suo debito.

## Un colpo di fulmine
- Titolo originale: The Gift
- Diretto da: Dennis Erdman
- Scritto da: Bennet Tramer

### Trama
Zack e Slater scommettono su qualsiasi cosa gli capiti a tiro, in una di queste scommesse Zack perde la radiotrasmittente e chiede a Screech di scollegarla dall'antenna, ma arriva un temporale e il ragazzo viene colpito da un fulmine che gli dà il potere di predire il futuro. A scuola il professor Testaverde indice un compito in classe di storia, compito temuto da tutti gli allievi. Zack usa i poteri di Screech per vincere le scommesse con Slater ed alza la posta, se Zack supererà il test Slater dovrà fargli da schiavo una settimana e viceversa. Zack chiede a Screech le domande del test e le passa anche a Jessie, Kelly e Lisa, ma nel frattempo Screech aveva perso i suoi poteri quindi queste risultano sbagliate. Zack, il giorno dell'esame, chiama il professore fingendosi il preside per dirgli che la scuola è allagata e di non presentarsi, successivamente chiama il preside fingendosi il professore Testaverde e gli comunica che non potrà andare a scuola perché ammalato; in seguito gli detta le tre domande del test. Purtroppo il professore si presenta comunque a scuola e consegna il proprio compito in classe. Kelly prende un 6, Lisa un 5+, Jessie un 3 e Zack un 5- perdendo la scommessa con Slater.

## Invito al ballo
- Titolo originale: Fatal Distraction
- Diretto da: Gary Shimokowa
- Scritto da: Mark Fink

## Una ragazza per Screech
- Titolo originale: Screech's Woman
- Diretto da: Gary Shimokowa
- Scritto da: Bob Colleary

## Una strana malattia
- Titolo originale: Aloha Slater
- Diretto da: Don Barnhart
- Scritto da: Michael Swerdlick

## Il fascino del supplente
- Titolo originale: The Substitute
- Diretto da: Don Barnhart
- Scritto da: Bennet Tramer

## La pomata prodigiosa
- Titolo originale: Cream for a Day
- Diretto da: Don Barnhart
- Scritto da: Scott Spencer Gordon

## Il campione di wrestling
- Titolo originale: Pinned to the Mat
- Diretto da: Don Barnhart
- Scritto da: Jeffrey J. Sachs

## Scienze e...simpatia
- Titolo originale: Beauty and the Screech
- Diretto da: Don Barnhart
- Scritto da: Larry Balmagia & Scott Spencer Gordon

## Il braccialetto dell'amicizia
- Titolo originale: The Friendship business
- Diretto da: Don Barnhart
- Scritto da: Bennett Tramer

## Matrimoni per finta
- Titolo originale: The Mamas and the Papas
- Diretto da: Don Barnhart
- Scritto da: Peter Engel, Stephanie Garman, Tom Tenowich & Hollace White

## Elezioni a sorpresa
- Titolo originale: The Election
- Diretto da: Gary Shimokowa
- Scritto da: Bob Colleary, Tom Tenowich & Bennett Tramer

## Persuasione occulta
- Titolo originale: The Zack Tapes
- Diretto da: Don Barnhart
- Scritto da: Peter Engel & Tom Tenowich

## Il primo giorno di scuola
- Titolo originale: King of the Hill
- Diretto da: Gary Shimokawa
- Scritto da: Mark Fink, Michael Poryes, Tom Tenowich & Bennett Tramer

## Salvate quella tigre
- Titolo originale: Save That Tiger
- Diretto da: Don Barnhart
- Scritto da: Brett Dewey & Ronald B. Solomon